# Вито Марковић
Вито Марковић (1936.) српски је песник, прозни писац, есејиста и антологичар. Аутор је више песничких и есејистичких књига. Књижевну каријеру почиње 1955. победом на конкурс за најлепшу песму, или прозни запис о завичају омладинског листа „Омладина”. Након тога завршава гимназију и Филолошки факултет у Београду. Најзначајнија дела су му Паника тела, Опасности главе, Пустош и смрт, Удес, Насмејана жртва, Друга кожа, Похвала лудилу, Снови и облаци, Ноћни језик, Бели говор, Ноћи и одсјаји.